# 880 км
880 км — опустевший населённый пункт (тип: железнодорожная казарма) в городском округе город Ульяновск Ульяновской области.

## География
Находится в Железнодорожном районе Ульяновска у железнодорожной линии Ульяновск — Инза на расстоянии примерно 14 километров на юго-запад по прямой от центра Ульяновска.

## История
Населённый пункт появился в 1898 году при строительстве железной дорожной ветки Московско-Казанской железной дороги — от Симбирска до ст. Инза и называлась ж/д полуказарма на 148 в.
В селении жили семьи тех, кто обслуживал железнодорожную инфраструктуру.

## Население
| 2010 |
| ---- |
| 0    |

- На 1930 г. — Ж/д казарма на 148 в. — 11 чел[2][нет в источнике].

Национальный состав
Согласно результатам переписи 2002 года, в национальной структуре населения
русские составляли 100 % из 1 чел..
По переписи 2010 года, постоянного населения и национального состава у железнодорожной казармы 880км нет.

## Инфраструктура
Путевое хозяйство. Действует остановочный пункт 880 км.

## Транспорт
Автомобильный (просёлочная дорога) и железнодорожный транспорт.